# Trophaeum peregrinum
Trophaeum peregrinum là một loài thực vật có hoa trong họ Tropaeolaceae. Loài này được (L.) Kuntze miêu tả khoa học đầu tiên năm 1891.